# Psammotettix jurii
Psammotettix jurii är en insektsart som beskrevs av Logvinenko 1977. Psammotettix jurii ingår i släktet Psammotettix och familjen dvärgstritar. Inga underarter finns listade i Catalogue of Life.